# Ashwin Willemse
Pour les articles homonymes, voir Willemse.
Pas d'image ? Cliquez ici

a Compétitions nationales et continentales officielles uniquement.

b Matchs officiels uniquement.
Dernière mise à jour le 1er décembre 2017.
Ashwin Kennith Willemse, né le 8 septembre 1981 à Caledon (Afrique du Sud), est un joueur international sud-africain de rugby à XV jouant au poste d'ailier.
Ancien grand espoir du rugby sud-africain, Ashwin Willemse a remporté la Coupe du monde 2007 avec la sélection nationale d'Afrique du Sud.

## Biographie
Issu d'un quartier pauvre de Caledon, dans la province du Cap-Occidental, Ashwin Willemse est élevé par sa mère. Dès l'âge de dix ans, il est happé par la délinquance : gangs et drogue rythment sa vie jusqu'à sa rencontre avec un entraîneur qui le prend sous son aile alors qu'il a 14 ans. Repéré lors de la Craven Week, le championnat national des moins de 18 ans, par l'ailier des Springboks Breyton Paulse, il signe avec les Boland Cavaliers, équipe de Currie Cup.
Grand espoir du rugby sud-africain au début des années 2000, il a été champion du monde des moins de 21 ans en 2002. Joueur rapide, cet ailier droit est sélectionné pour la Coupe du monde 2003 où il s'illustre en inscrivant un essai contre l'équipe des Samoa. Cette année-là, il remporte trois distinctions en Afrique du Sud: celui du Joueur de l'Année, de l'Espoir de l'Année et du Joueur des Joueurs de l'Année. Pétri de talent, il a cependant du mal à confirmer les espoirs placés en lui à cause de nombreuses blessures dont une en 2006 aux ligaments croisés du genou. Sa carrière est remise en cause et il passe 14 mois d'affilée sans jouer. De retour en 2007 lors du Tri Nations, il est retenu dans le squad sud-africain mais est barré par le jeune JP Pietersen au poste d'ailier. 
Évoluant dans le Super 12 (devenu le Super 14) sous les couleurs des Lions (Johannesbourg) et en Currie Cup avec les Golden Lions, il signe un contrat de deux ans avec le Biarritz olympique qu'il rejoint après la Coupe du monde 2007. Après douze rencontres et deux essais marqués, il se blesse gravement à l'épaule gauche (entorse acromio-claviculaire) en mars 2008. Après sa convalescence, il ne peut revenir à son niveau. Il quitte le Pays basque durant l'automne 2008 et repart en Afrique du Sud, où il signe un contrat avec les Lions de Johannesbourg (Currie Cup). Il met un terme à sa carrière en pleine saison en avril 2009 à l'âge de 27 ans.

## Statistiques en équipe nationale

### Avec les Springboks
- Vainqueur de la Coupe du monde 2007
- 19 sélections (4 essais, 20 points)
- Sélections par saison : 9 en 2003, 2 en 2004, 8 en 2007.

### -21 ans
- Champion du monde des -21 ans : 2002